# Margaret Oakley Dayhoff
Margaret Belle (Oakley) Dayhoff (Filadèlfia, Estats Units, 11 de març de 1925-Silver Spring, Maryland, ibidem, 5 de febrer de 1983) va ser una fisicoquímica pionera en el camp de la bioinformàtica. La doctora Dayhoff va ser professora al Centre Mèdic de la Universitat de Georgetown i una notable investigadora en la National Biomedical Research Foundation dels Estats Units, on va ser pionera en l'aplicació de mètodes matemàtics i computacionals en els camps de la bioquímica i la biotecnologia.

## Carrera i recerca
Va dedicar la seva carrera a l'aplicació de les tecnologies computacionals, en contínua evolució, per donar suport als avanços en biologia i medicina, principalment mitjançant la creació de bases de dades de proteïnes i àcids nucleics, així com de les eines per accedir a tals bases de dades.
Es va doctorar en el Departament de Química de la Universitat de Colúmbia, on va dissenyar mètodes computacionals per calcular energies de ressonància molecular de diversos compostos orgànics. Va fer estudis postdoctorals a l'Institut Rockefeller (ara Universitat Rockefeller) de la Universitat de Maryland i es va afiliar l'any 1959 a la, aleshores, recentment creada National Biomedical Research Foundation. Va ser la primera dona a ocupar un càrrec en la Biophysical Society, primer com a Secretària i més tard com a Presidenta.
Va dissenyar una de les primeres matrius de substitució, la matriu PAM (Point Accepted Mutation), basada en les mutacions genètiques puntuals que han estat acceptades per la naturalesa. Va desenvolupar el codi d'una lletra que s'usa per designar als aminoàcids, cosa que reflecteix la seva intenció de reduir la grandària dels arxius usats per descriure les seqüències d'aminoàcids en l'era de la computació mitjançant targetes perforades.